# Cardiosace parilella
Cardiosace parilella là một loài bướm đêm trong họ Noctuidae.